# I Looked Up
I Looked Up è un album della The Incredible String Band, pubblicato dalla Elektra Records nell'aprile del 1970.

## Tracce
Lato A
1. Black Jack Davy – 3:59 (Mike Heron)
2. The Letter – 3:08 (Mike Heron)
3. Pictures in a Mirror – 10:43 (Robin Williamson)

Lato B
1. This Moment – 6:07 (Mike Heron)
2. When You Find Out Who You Are – 10:58 (Robin Williamson)
3. Fair as You – 6:27 (Mike Heron)

## Musicisti
Brano A1
- Mike Heron - voce, chitarra
- Robin Williamson - voce, violino
- Rose Simpson - voce, violino
- Licorice McKechnie - basso

Brano A2
- Mike Heron - voce, chitarra, clavicembalo
- Rose Simpson - basso
- Dave Mattacks - batteria

Brano A3
- Robin Williamson - voce, chitarra, violino, percussioni
- Mike Heron - voce, pianoforte, organo
- Rose Simpson - basso

Brano B1
- Mike Heron - voce, chitarra
- Robin Williamson - voce, chitarra solista
- Licorice McKechnie - voce
- Rose Simpson - basso

Brano B2
- Robin Williamson - voce, chitarra
- Mike Heron - pianoforte
- Rose Simpson - basso
- Licorice McKechnie - voce, batteria

Brano B3
- Mike Heron - voce, chitarra
- Robin Williamson - guimbri, flauto
- Licorice McKechnie - voce
- Rose Simpson - voce